# 邦德拉布阿
邦德拉布阿（法語：Bandraboua，法語發音：[bɑ̃dʁabwa]）是法国海外省马约特的一个市镇。

## 地理
邦德拉布阿（12°42'7"S, 45°7'12"E）面积32.11 平方千米，位于法国海外省马约特。
与邦德拉布阿接壤的市镇（或旧市镇、城区）包括：阿库阿、昆古、姆仓博罗、姆仓加穆日、钦戈尼。
邦德拉布阿的时区为UTC+03:00。

## 行政
邦德拉布阿的邮政编码为97650，INSEE市镇编码为97602。

## 政治
邦德拉布阿所属的省级选区为邦德拉布阿县、姆仓博罗县。

## 人口
邦德拉布阿于2017时的人口数量为13989人。